# Branzi
Branzi ist eine italienische Gemeinde (comune) mit 631 Einwohnern (Stand 31. Dezember 2023) in der Provinz Bergamo, Region Lombardei. 

## Geographie

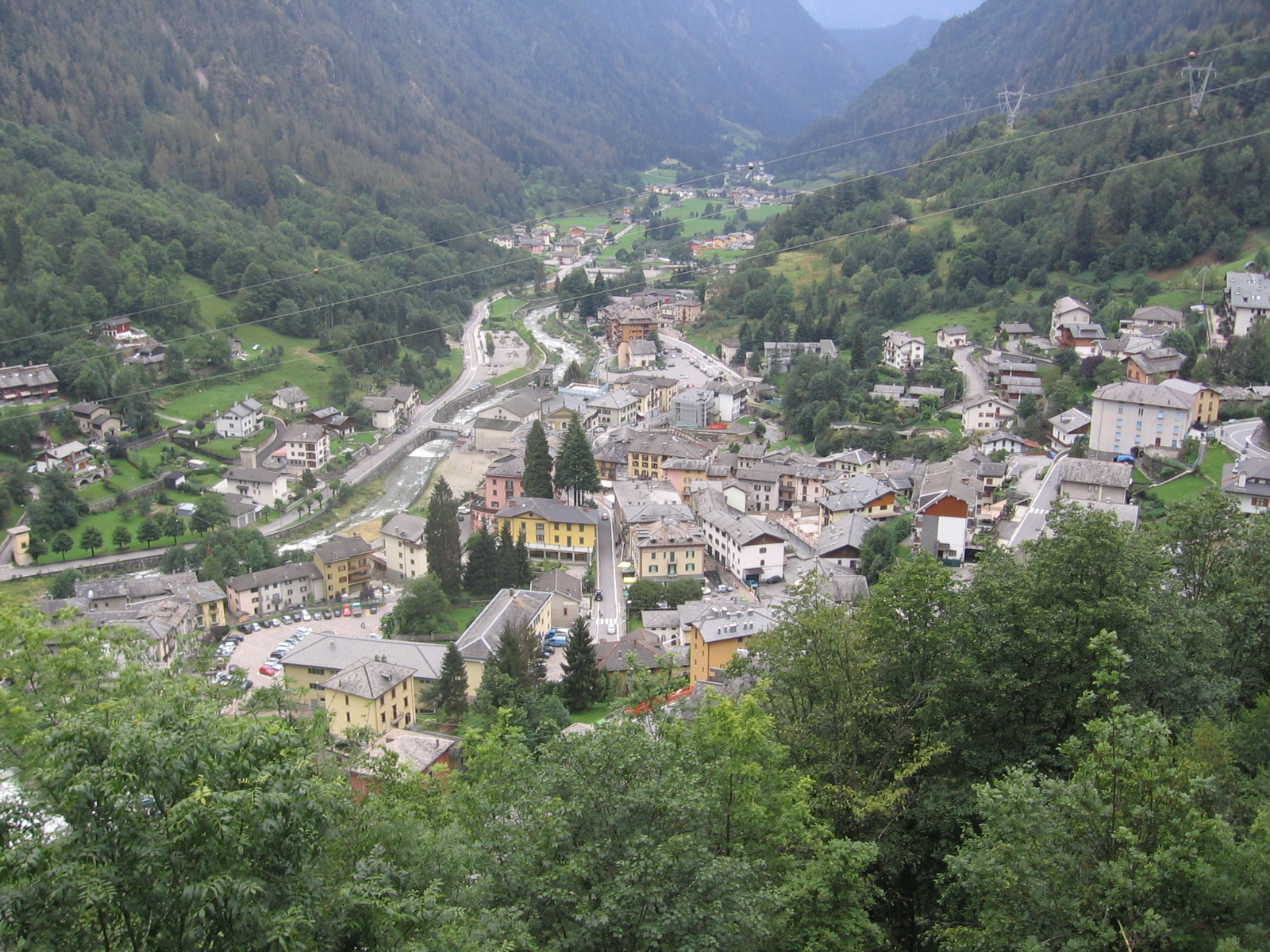
Panorama von Branzi

Branzi liegt etwa 50 km nördlich der Provinzhauptstadt Bergamo im Val Brembana.
Ortsteile sind Cagnoli, Gardata, Rivioni und Ripe. Die Gemeinde ist Mitglied in der Comunità Montana Valle Brembana und im Parco delle Orobie Bergamasche.
Die Nachbargemeinden sind Ardesio, Carona, Isola di Fondra, Piazzatorre, Roncobello, Valgoglio und Valleve.

## Geschichte
Seit der Mitte des 13. Jahrhunderts ist eine Gemeinde nachweisbar, zu der Carona, Fondra (das spätere Isola di Fondra) und Trabuchello (heute Ortsteil von Isola di Fondra) gehörten, und die ihren Sitz in Branzi hatte. In den Statuten von Bergamo aus den Jahren 1331 und 1422 ist dies ebenfalls belegt. 1595 wurden die Orte Branzi, Carona und Fondra eigenständige Gemeinden, die jeweils eine Pfarrei bildeten. Jeweils zwei sindaci (Bürgermeister) nahmen die Interessen der Orte wahr, ein Konsul (console) leitete die Gesamtverwaltung von Valfondra. Zu der Zeit gab es in den drei Zentren 1410 Einwohner in 258 Haushalten (fuochi). Die Gemeinde betrieb einen Weinausschank mit gemäßigten Preisen, daneben gab es einen öffentlichen Backofen und zwei Schmieden. Am Fluss Brembo wurden vier Mühlen und zwei Sägewerke betrieben. Seit der ersten Hälfte des 17. Jahrhunderts ist ein Gemeinderat belegt, der zwei Bürgermeister und einen Kämmerer an die Spitze der Gemeindeverwaltung wählte. Am Ende des 18. Jahrhunderts zählte Branzi 330 Einwohner. Von 1797 bis 1804 waren Branzi und Carona wieder zu einer Gemeinde vereinigt. 1805 betrug die Einwohnerzahl von Branzi 300, im Jahre 1809 519. 1810 wurden Carona, Fondra und Trabuchello mit Branzi vereinigt, das Lombardo-venetische Königreich brachte zunächst keine Änderung, 1871 kamen Monaci und Cagnoli hinzu. 1853 zählte die Gemeinde 707 Einwohner. Beim Anschluss der lombardischen Provinzen an das Königreich Sardinien 1859 wurden Carona und Fondra wieder selbständig. Bei der Volkszählung von 1861 nach der Gründung des Königreichs Italien zählte Branzi 767 Bewohner. Nach einem vorübergehenden Rückgang erreichte der Ort 1921 mit 1120 seine höchste Einwohnerzahl, die bis 1936 auf 832 fiel. 1951 wurden 1051 Einwohner gezählt, danach nahm die Einwohnerzahl kontinuierlich ab.

## Wirtschaft
Der Ort hat eine lange Tradition in der Käseherstellung. Der Formaggio Branzi wurde auf einem Markt am 21. September, der drei Tage dauerte, an Händler aus Bergamo und Brescia verkauft. Von diesem fetten Käse, der auf den Hochweiden hergestellt wurde und dann im Tal 40 bis 50 Tage reifte, wurden in der Mitte des 19. Jahrhunderts auf dem Jahrmarkt rund 10.000 Formen verkauft. Ursprünglich nur im Sommer hergestellt, steht diese Spezialität heute ganzjährig zur Verfügung.